# Nõva (Peipsiääre)
Nõva (Duits: Nöwwa) is een plaats in de Estlandse gemeente Peipsiääre, provincie Tartumaa. De plaats heeft de status van dorp (Estisch: küla) en telt 67 inwoners (2021).
De plaats lag tot in oktober 2017 in de gemeente Pala en in de provincie Jõgevamaa. In die maand ging de gemeente op in de gemeente Peipsiääre. Pala verhuisde daarbij van de provincie Jõgevamaa naar de provincie Tartumaa.
De rivier Haavakivi loopt door Nõva. Ten zuiden van het dorp ligt het natuurreservaat Padakõrve looduskaitseala (15,6 km²).

## Geschiedenis
Nõva stond achtereenvolgens bekend onder de namen Nowal (1585), Newalkula (1592), Nawall (1601) en Nowwalt (1730). Het dorp lag op het landgoed van Jaegel (Jõe). Het bestuurscentrum van het landgoed Jõe lag in het dorp Jõemõisa, dat sinds 1945 Pedassaare heet.
In 1977 werden de buurdorpen Luigemetsa, Mäkaste en Väljaotsa bij Nõva gevoegd. Mäkaste was onder de naam Mekkast een ‘Hoflage’ geweest, een niet-zelfstandig landgoed, onder Jaegel.